# Dark Blue
Cet article concerne le film de Ron Shelton. Pour la série télévisée américaine, voir Dark Blue : Unité infiltrée.
Pour plus de détails, voir Fiche technique et Distribution.
Dark Blue, ou Bleu sombre au Québec, est un film policier américain réalisé par Ron Shelton, sorti en 2003. Il est basé sur une histoire de James Ellroy.

## Synopsis
En 1992, la ville de Los Angeles, aux États-Unis, est dans l'attente du verdict d'un procès, celui des policiers auteurs de brutalités envers Rodney King. Eldon Perry, flic aux méthodes musclées, est chargé de résoudre un quadruple homicide. Accompagné d'une jeune recrue, Bobby Keough, il commence son enquête dans une ville prête à s'enflammer.

## Fiche technique
- Titre original et français : Dark Blue
- Titre québécois : Bleu sombre
- Réalisation : Ron Shelton
- Scénario : David Ayer, d'après une histoire de James Ellroy
- Musique : Terence Blanchard
- Photographie : Barry Peterson
- Montage : Patrick Flannery et Paul Seydor (de)
- Décors : J. Dennis Washington
- Direction artistique : Thomas T. Taylor
- Création des costumes : Kathryn Morrison
- Genre : Policier
- Pays de production :  États-Unis
- Durée : 116 min
- Dates de sortie :
  - États-Unis : 21 février 2003
  - Belgique : 23 juillet 2003
  - France : 20 août 2003

## Distribution
Légende : Version Française = VF[réf. nécessaire] et Version Québécoise = VQ
- Kurt Russell (VF : Philippe Vincent ; VQ : Jean-Luc Montminy) : Eldon Perry
- Ving Rhames (VF : Saïd Amadis ; VQ : Manuel Tadros) : Arthur Holland
- Brendan Gleeson (VF : Joël Martineau ; VQ : Marc Bellier) : Jack Van Meter
- Scott Speedman (VF : Jean-Pierre Michaël ; VQ : Nicolas Charbonneaux-Collombet) : Bobby Keough
- Michael Michele (VF : Sophie Riffont ; VQ : Chantal Baril) : Beth Williamson
- Lolita Davidovich (VF : Anne Jolivet ; VQ : Linda Roy) : Sally Perry
- Khandi Alexander (VF : Michèle Buzynski ; VQ : Marie-Andrée Corneille) : Janelle Holland
- Kurupt (VF : Christophe Lemoine ; VQ : Antoine Durand) : Darryl Orchard
- Dash Mihok (VQ : Martin Watier) : Gary Sidwell
- Jonathan Banks (VF : Michel Fortin) : James Barcomb
- Graham Beckel (VF : Robert Blanchet ; VQ : Sylvain Hétu) : Peltz
- William Utay (en) (VF : Igor De Savitch) : Sapin
- Marin Hinkle (VQ : Élisabeth Lenormand) : Deena Schultz
- Chapman Russell Way : Eldon Perry III

## Autour du film
Le fils d'Eldon Perry est joué par le propre fils de Kurt Russell (on notera la ressemblance quand il le remercie de sa présence lors de la remise de plaque).